# باتلوو
باتلوو (به چکی: Batelov) یک منطقهٔ مسکونی در جمهوری چک است که در ناحیه ییهلاوا واقع شده‌است. باتلوو ۴۲٫۶۸ کیلومتر مربع مساحت و ۲٬۳۴۰ نفر جمعیت دارد و ۵۵۲ متر بالاتر از سطح دریا واقع شده‌است.